# مائورو ترنتینی
مائورو ترنتینی (ایتالیایی: Mauro Trentini؛ زادهٔ ۱۲ سپتامبر ۱۹۷۵) دوچرخه‌سوار اهل ایتالیا است.
وی در مسابقات کشوری و بین‌المللی در مجموع برندهٔ ۱ مدال طلا، ۱ مدال برنز شده‌است.